# Valbrembo
Valbrembo (Albrèmb [alˈbɾɛmp] o Valbrèmb [valˈbɾɛmp] in dialetto bergamasco) è un comune italiano di 4 342 abitanti della provincia di Bergamo in Lombardia.
Situato sulla sponda sinistra del fiume Brembo a circa 8 chilometri a ovest di Bergamo, il paese apre le porte di accesso alla Val Brembana per chi proviene dalla parte meridionale della provincia.

## Storia
Alcuni recenti studi indicherebbero che in località Briolo potrebbero essersi verificati alcuni stanziamenti di popolazioni galliche in un periodo compreso tra il V e il IV secolo a.C., ipotesi tuttavia non suffragata da ritrovamenti archeologici.
Il primo nucleo abitativo stabile risale invece all'epoca della dominazione romana, quando si svilupparono piccoli insediamenti stabili favoriti dalla posizione territoriale, vicina al capoluogo orobico e posta in quella che un tempo veniva chiamata Val Breno, compresa tra il fiume Brembo e i colli che scemano dalla parte alta della città di Bergamo.
La collocazione di questi accampamenti probabilmente era nei pressi dei centri abitativi di Scano e Briolo che, con Ossanesga, compongono l'attuale territorio comunale. Ad avvalorare tale ipotesi sono alcuni resti risalenti a quel periodo tra cui spicca una tomba, ma anche l'origine del toponimo Scano, il cui suffisso -ano sarebbe di chiara matrice romana.
Con la fine dell'impero romano il territorio vide un periodo di scarsa antropizzazione, almeno fino all'arrivo dei Franchi che, istituendo il Sacro Romano Impero, diedero vita al feudalesimo. Il territorio venne inizialmente dato in gestione ai monaci di Tours, i quali lo permutarono in favore delle proprietà ecclesiastiche della città di Bergamo.
I Comuni storici compresi nell'attuale territorio di Valbrembo sono stati: Forzanica, Gorzanica, Ossanesga e Scano al Brembo.
Durante il periodo medievale i borghi che compongono Valbrembo ebbero un grande sviluppo, come ancora testimoniano le antiche costruzioni che compongono i centri storici di Scano e Ossanesga. Il nucleo abitativo di Briolo rivestiva grande importanza strategica, data la presenza di un ponte sul fiume Brembo, in prossimità di un restringimento del corso del fiume stesso, che lo collegava con la piana di Lemine (ora Almenno) e la valle San Martino.
Vi furono anche scontri tra le fazioni avverse dei guelfi e dei ghibellini, come si evince dalle numerose torri e fortificazioni che costellano il centro storico, risalente a quel periodo.
La situazione ritornò alla normalità a partire dal 1427 quando il territorio comunale entrò a far parte della Repubblica di Venezia, che con una serie di decreti riuscì a migliorare le condizioni sociali ed economiche della popolazione.
Da quel momento non si verificarono più episodi di rilievo e i borghi di Valbrembo seguirono le sorti politiche del capoluogo orobico, vivendo nella tranquillità della propria vita rurale fino al XX secolo quando, nel 1928, si verificò l'unione amministrativa dei comuni di Ossanesga e Scano al Brembo, che diedero vita all'attuale istituzione comunale di Valbrembo.
Ossanesga, con le denominazioni prevalenti di Orsanisica o Orsanisga è citato negli Statuti di Bergamo del XIV e XV secolo dove viene disposta l'unione fiscale ai Comuni di Scano, Mozzo, Briolo (Ponte San Pietro), Forzanica, Gorzanica, Paladina e Sombreno (Paladina). 
Con un atto di Giovanni Carminati del 1395 vengono definiti i confini con i Comuni di Paladina, Scano, Forzanica e con il fiume Brembo che circoscrivono un territorio corrispondente alla porzione dell'omonimo censuario ad occidente del torrente Quisa. Nel corso del XV secolo aggrega Forzanica ed assume la dimensione del comune censuario ottocentesco. Nel marzo 1798 aggrega Scano e raggiunge pertanto la dimensione prossima a quella attuale del Comune di Valbrembo. Nel 1805 viene ricostituito; dal 1809 a 1816 viene aggregato a Bergamo. Dopo la ricostituzione la sua circoscrizione non subisce modificazioni fino al 1928 quando viene unito a Scano al Brembo a formare l'attuale Comune di Valbrembo.
Valbrembo quindi si costituisce nel 1928 con l'unione dei Comuni di Ossanesga e Scano al Brembo. Un'estensione prossima a quella attuale si era già avuta dal 1798 al 1805 con il Comune di Ossanesga con Scano. Nel 1929 cede una piccola porzione a Paladina (R.D. n. 589 del 21.03.1929) con il quale vi è anche una rettifica di confine nel 1970. Successivamente a questa data non si registrano altre variazioni di circoscrizione. 
Nel 1952 gli abitanti della frazione di Scano al Brembo fanno domanda per la ricostituzione in comune autonomo; l'istanza ottiene parere contrario dal Consiglio Provinciale nella seduta del 16.01.1954.

### Simboli
Lo stemma e il gonfalone sono stati concessi con decreto del presidente della Repubblica dell'11 giugno 1980.
Il gonfalone è un drappo di bianco.

## Monumenti e luoghi d'interesse
Notevole interesse rivestono i centri storici dei quartieri di Scano al Brembo e di Ossanesga. Costruiti in epoca medievale, conservano ancora elementi caratterizzanti di quel periodo, tra cui una torre in pietra, integrata nella cascina Frera, la torre Vacis e l'annessa casa fortificata, utilizzate come punto di osservazione sul fiume Brembo.
Numerose sono poi le abitazioni signorili presenti sul territorio: villa ex Morandi-Lupi, ora Cavagna-Trivulzio, risalente al XVI secolo con corte a forma di ferro di cavallo circondata da un parco; la secentesca villa Morandi-Lupi con un bel porticato affrescato; villa Salvi-Zanchi; la settecentesca villa Beltrand-Beltramelli; e la neoclassica villa Benaglio-Tacchi-Fenili, dotata di un grande giardino.
In ambito religioso meritano infine menzione la chiesa primiceriale plebana dei Santi Cosma e Damiano di Scano al Brembo, la cui struttura originaria risale all'XI secolo, la chiesa parrocchiale di San Vito e Modesto di Ossanesga, di cui si hanno notizie nel XVI secolo.
Sul territorio comunale si trova anche il parco faunistico Le Cornelle, parco zoologico avente molta importanza nella conservazione della fauna selvatica, noto soprattutto a livello europeo. Inoltre vi è la presenza dell'Aeroclub Volovelistico Alpino (AVA), che da oltre trent'anni, svolge la sua attività sportiva di volo a vela presso l'aeroporto di Valbrembo, inserito nella cornice prealpina dalla Roncola/Albenza, al monte Ubione, all'uscita del Brembo dalla valle che ne prende il nome, al Bruntino, al Canto Alto, alle colline di Bergamo.

## Società

### Evoluzione demografica
Abitanti censiti

## Geografia antropica

### Quartieri
Il comune è suddiviso in quattro quartieri:
- Scano al Brembo (il quartiere del centro storico e del municipio, che costituisce il rione più popoloso);
- Ossanesga (quartiere posto vicino al confine col comune di Paladina);
- Briolo (quartiere di modeste dimensioni condiviso coi comuni di Brembate di Sopra e Ponte San Pietro);
- Fontana (quartiere molto piccolo, del quale buona parte costituisce una località della città di Bergamo).

## Amministrazione
| Periodo        | Periodo        | Primo cittadino              | Partito      | Carica  | Note |
| -------------- | -------------- | ---------------------------- | ------------ | ------- | ---- |
| 1999           | 2004           | Elvio Bonalumi               |              | Sindaco |      |
| 14 giugno 2004 | 7 giugno 2009  | Gianleo Bertrand Beltramelli | Lista civica | Sindaco |      |
| 8 giugno 2009  | 24 maggio 2014 | Claudio Ferrini              | Lega Nord    | Sindaco |      |
| 25 maggio 2014 | maggio 2019    | Elvio Bonalumi               | Lista civica | Sindaco |      |
| maggio 2019    | in carica      | Claudio Ferrini              | Lega Nord    | Sindaco |      |